# ヒューバート・ド・バラ (初代ケント伯)

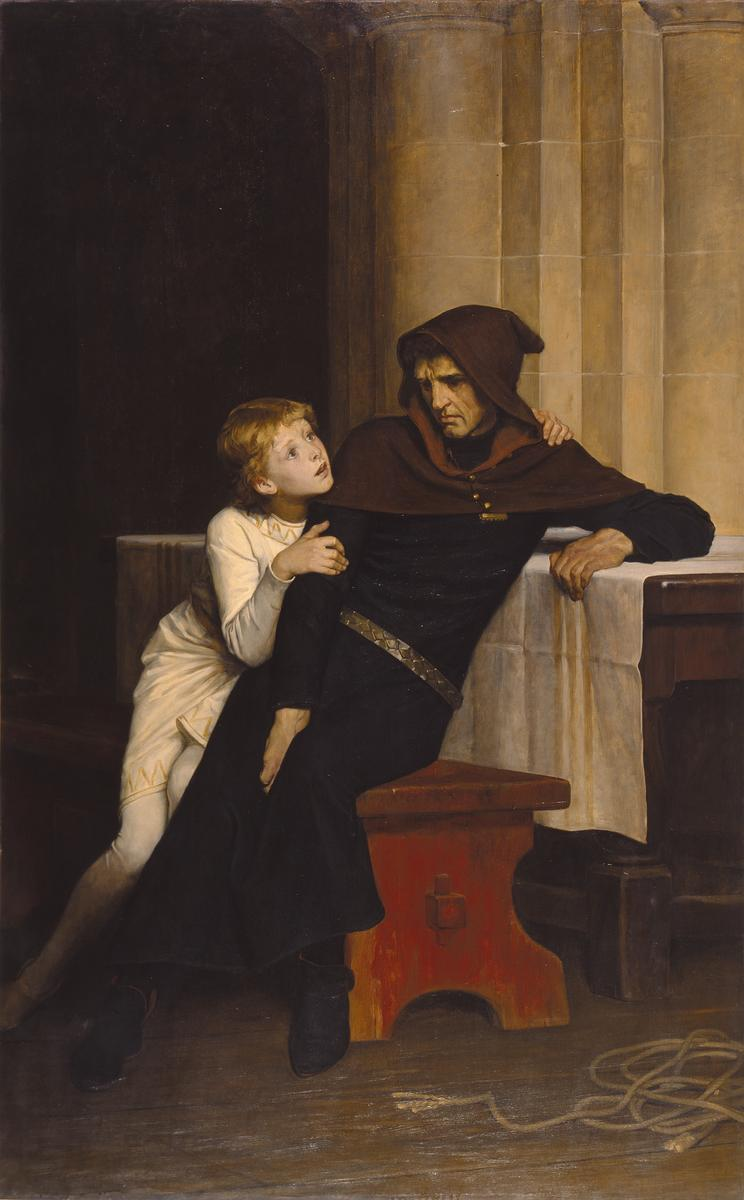
アーサー王子とヒューバート（ウィリアム・フレデリック・イームズ画、1882年、マンチェスター市立美術館蔵）

ケント伯ヒューバート・ド・バラ（Hubert de Burgh, Earl of Kent, 1170年ごろ - 1243年5月5日以前）は、イングランド貴族。ジョン王とその息子のヘンリー3世の治世中にイングランド司法長官（1215年 - 1232年）およびアイルランド司法長官（1232年）を務め、ヘンリーが未成年の時代にはイングランド摂政（1219年 - 1227年）を務めた。13世紀のイングランドにおいて最も影響力と権力を持った人物の一人であった。

## 出自
ヒューバート・ド・バラは、ノーフォークのバラ＝ネクスト＝アイルシャム出身の両親のもとに生まれた。ヒューバートの父はウォルター・ド・バラともいわれ、母はアリスという名であった。家族はノーフォークとサフォークの小規模な地主で、ヒューバートは少なくとも4つの荘園を相続した。兄はアイルランドのバラ家の創始者ウィリアム・ド・バラ（1206年没）、弟はジェフリー（ノリッジ助祭長、後にイーリー司教）およびトマス（ノリッジ城主）である。

## ジョン王による任命
ヒューバートは1198年までにジョン王子に仕え、ジョンの治世下で重要性を増していった。ジョンの宮内長官、ポルトガル大使、最初はドーセットとサマセット（1200年 - 1204年）、次いでバークシャー（1202年 - 1204年）、コーンウォール（1202年）の長官、ドーヴァー、ローンセストン、ウィンザーの各城、次いでウェールズ辺境地域の管理人を歴任した。これらの功績により、ヒューバートは複数の荘園、男爵領、その他の城を与えられ、ジョンの治世下における有力な人物となった。
1202年、ヒューバートはフランス王フィリップ2世からポワトゥーを守る支援を行うため、ジョン王によりフランスに派遣され、トゥレーヌにあるシノン城の城主に任命された。この間、ヒューバートは捕らえられたブルターニュ公アーサーの護衛を務めた。ポワトゥーのほぼすべてがフランス王の手に落ちた後、ヒューバートは丸1年間城を保持し、1205年に最終的に城が襲撃され捕らえられた。1207年まで捕虜となり、その間に与えられた任務と領地は他の人に引き継がれた。しかし、イングランドに戻った後、ヒューバートはジョンの治世下で他の役職を獲得した。また、イースト・アングリア、サウス・ウェスト・イングランド、その他の様々な場所の領地を獲得し、再びイングランドの重要な貴族となった。
1212年、ヒューバートはフランスに戻り、最初はポワトゥーの副セネシャルとなり、その後セネシャル（1212年 - 1215年）となった。ヒューバートはフランス王フィリップ2世に奪われた領土の回復を目指すジョンに仕え、1214年にフランスでのジョンの軍事作戦が失敗に終わった後、ジョンとフィリップ2世の間で休戦協定が締結されるまでその任務を続けた。

## イングランド司法長官
ヒューバートは、ジョン王の治世の最後の数年間に起こった貴族らの反乱の間も、王に忠誠を誓い続けた。その反乱の初期に、ジョンはヒューバートをコベントリー司教とともにロンドンに派遣し、ロンドンの人々に貴族らの軍事的侵攻に抵抗するよう命じようとしたが、失敗に終わった。ヒューバートとフィリップ・ドービニーはロチェスターで王の軍隊を集めたが、その後ジョンは反乱軍と和平を結んだ。マグナ・カルタ（1215年）では、ヒューバートはジョン王に署名を勧めた者の1人として挙げられており、弟ジェフリー（イーリー司教）が証人となった。ヒューバートは、国王が国外にいる際の国王の代理人としても挙げられている。マグナ・カルタの発布後まもなく、ヒューバートは正式にイングランドおよびアイルランドの最高司法官に任命された。
第一次バロン戦争（1215年 - 1217年）の間、ヒューバートはジョン王に仕え、ケント（1216年 - 1225年）とサリー（1215年 - 1216年）の長官、およびカンタベリーとドーヴァーの城主を務めた。ヒューバートはジョン王の死去（1216年10月）、および幼いヘンリー3世の戴冠まで続いたドーヴァー城の包囲戦において防衛に成功した。ヒューバートは1216年後半にフランス王ルイ8世による城の占拠を阻止した。1217年8月24日、フランス艦隊がケントのサンドウィッチ沖に到着し、当時イングランドを荒廃させていたフランス王ルイ王子（後のフランス王）に兵士、攻城兵器、新鮮な物資を供給した。ヒューバートは応戦のため召集されたイングランド艦隊を指揮し、サンドイッチの海戦でフランス艦隊を迎え撃ち、フランス軍を蹴散らしてウスタシュ・ル・モワンヌ指揮下の旗艦バイヨンヌ大船を拿捕し、ウスタシュ・ル・モワンヌはすぐに処刑された（この指揮によりヒューバートは時代錯誤的に海軍大将とされることがある）。この知らせがルイに届くと、彼は新たな和平交渉に入った。

## ヘンリー3世の摂政

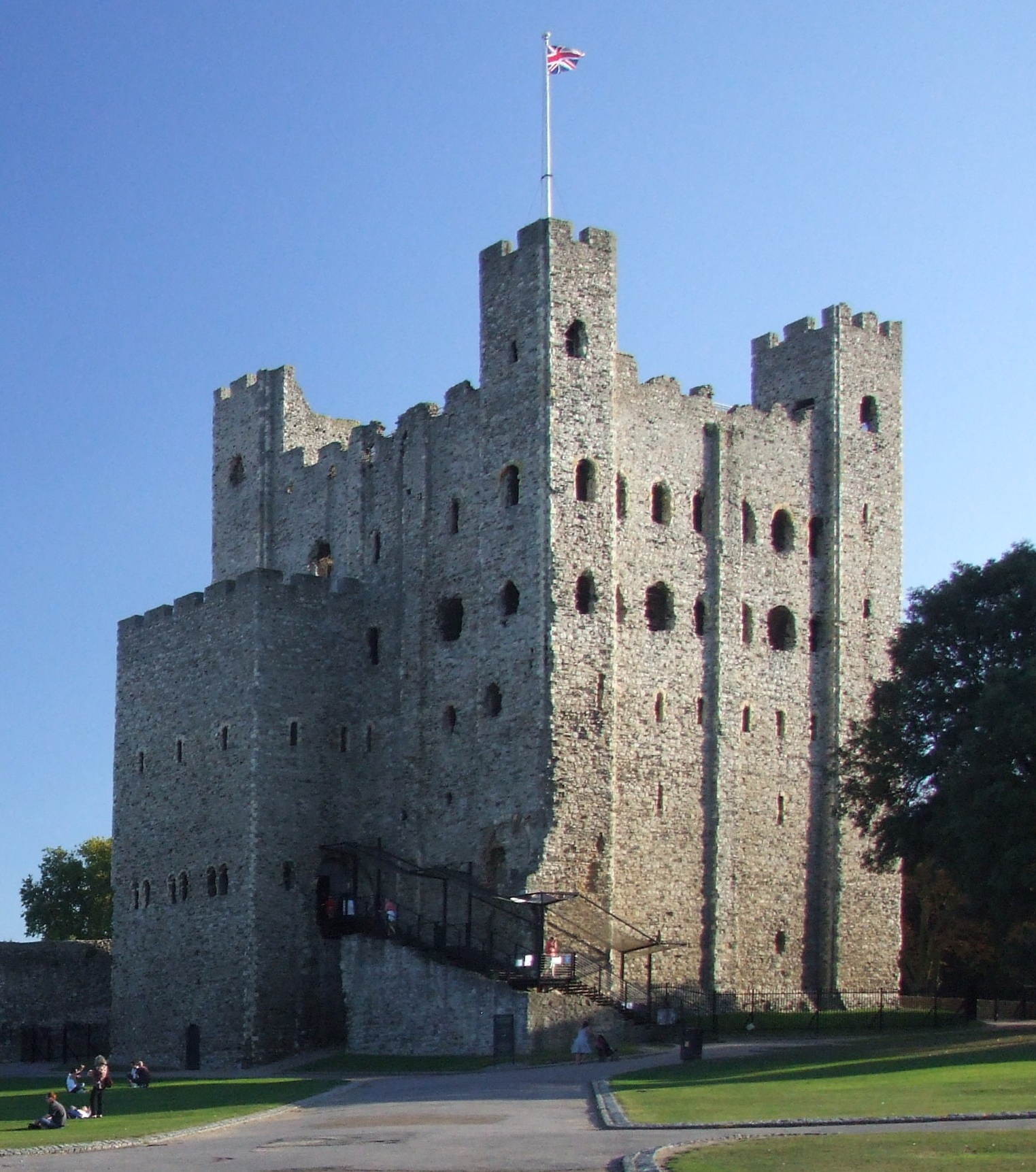
ロチェスター城のキープおよび外壁

1227年にヘンリー3世が成人すると、ヒューバートはロチェスター城の総督、ウェールズ国境地帯のモンゴメリー城の領主に任命され、ケント伯に叙せられた。ヒューバートは宮廷で最も影響力のある人物の一人であり続けた。1228年4月27日、ヒューバートは終身裁判官に任命された。1232年6月16日にはアイルランド総督に任命されたが、アイルランドを訪れることはなく、1232年8月にこの職を退いた。
しかし、1232年、敵の陰謀によりヒューバートは職を解かれ、すぐにデヴィゼス城に投獄された。1233年、第3代ペンブルック伯リチャード・マーシャルが王に対して反乱を起こしたとき、ヒューバートを捕らえていた者たちはヒューバートを解放し、ヒューバートはその後反乱に加わった。1234年、カンタベリー大司教エドマンド・リッチが和解を成立させた。ヒューバートは正式に司法官職を辞任し（1234年5月28日頃）、1232年9月以降はその職の権力を行使しなかった。この判決は1234年にウィリアム・ド・レイリーによって覆され、一時的に伯領が回復された。

## 王との不和
1236年、ヒューバートの娘マーガレット (別名メゴッタ) とグロスター伯リチャード・オブ・クレアの結婚が、ヒューバートを困惑させた。というのも、グロスター伯はまだ未成年でイングランド王の保護下にあったが、この結婚式は王室の許可なしに挙行されたからである。しかし、ヒューバートは、この結婚は自分の計画によるものではないと抗議し、イングランド王にいくらかの金銭を支払うことを約束したため、問題は当分の間解決した。結局、マーガレットの死によって、この結婚は終了した。

## 領地の獲得

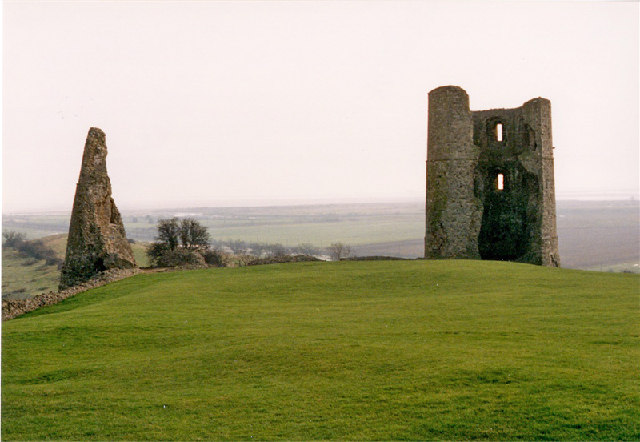
エセックスのサウスエンド近郊にあるハドリー城の遺跡

1206年、ヒューバートはケントのタンストールの荘園を（ロバート・ド・アルシックから）購入し、後に長男のジョンがこれを相続した。
ヒューバートはドーヴァー城の城主となり、ノルマンディーのファレーズの管理も任された。ファレーズでは、ジョン王の甥でイングランド王位を主張するブルターニュ公アーサーの看守を務めた。アーサーはヒューバートの監護下を離れた後、殺害されたかどうかは不明である。アーサーがその後どうなったかはわかっていない。
1215年以前に、ヒューバートは五港長官（1215年 - 20年）に任命されたとされ、この役職には後に（バロン戦争後）ドーヴァー城の警備も含まれていた。しかし、ヒューバートの場合、この2つの任命の間にはかなり長い期間が経過していたようである。
1215年以降に、ヒューバートはジョン王から領地を与えられ、ハドリーに城を建設し始めた。1230年には城は完成しており、その時点に遡って城壁の築城許可が与えられた。ヘンリー3世と仲違いした後、ヒューバートはハドリー城を剥奪された。城は王室の所有となり、1551年に売却されるまで王室の手に留まった（石造物の多くは解体されて売却された）。その後、城は数回の土砂崩れに見舞われ、現在、遺跡はイングリッシュ・ヘリテッジが所有している。

## 結婚と子女

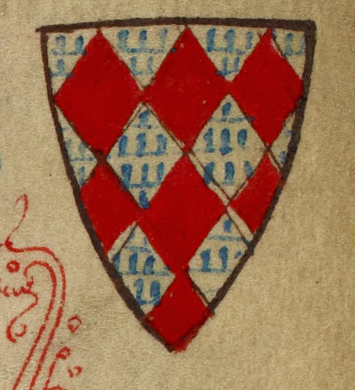
ケント伯ヒューバート・ド・バラの紋章：赤とヴェアのロズンジ

ヒューバートは当初、ジョーン・ド・レッドヴァース（第5代デヴォン伯ウィリアム・ド・レッドヴァースの娘）と婚約していたが、結婚は実現せず、ジョーンは後にウィリアム・ブリューワー（1226年没）の長男で相続人であるウィリアム・ブリューワー2世（1232年没）と結婚した。ウィリアム・ブリューワーはリチャード1世、ジョン、ヘンリー3世の治世中に行政官および裁判官を務めた人物である。
ヒューバートは3度結婚した。最初に、ウィリアム・ド・ワーレンの娘ベアトリスと結婚し、2男をもうけた。
- ジョン - 子孫のマーガレット・ド・バラは第2代アルスター伯リチャード・オッグ・ド・バラと結婚
- ヒューバート - トマス・バラ・オブ・ゲインズバラ（en）の先祖

2度目に、1217年9月に第2代グロスター伯ウィリアム・フィッツロバートの娘でジョン王の最初の妃（婚姻無効となった）であったイザベル・オブ・グロスターと結婚したが、イザベルは結婚の1か月後に死去した。
3度目に、1221年にスコットランド王ウィリアム1世の娘マーガレットと結婚し、1女をもうけた。
- マーガレット（1222年頃 - 1237年） - 第6代グロスター伯リチャード・ド・クレアと結婚

## 死
ヒューバートは1243年にサリーのバンステッドで亡くなり、ロンドンのホルボーンにあるフライアーズ・プリーチャーズ教会（通称ブラック・フライアーズ）に埋葬された。
息子らはケント伯位を継承しなかった。伯位の継承はヒューバートと3番目の妻マーガレット・オブ・スコットランドの子孫に限定されていたためである。おそらくヒューバートがスコットランドの王女と結婚したためヘンリー3世が伯位を授けたことによると思われる。

## フィクション中の描写
ヒューバートはシェイクスピアの戯曲『ジョン王』の登場人物である。映画では、ジョンの死の場面を再現した無声短編映画『ジョン王』（1899年）でフランクリン・マクレイが、BBCテレビドラマシリーズ『The Devil's Crown』（1978年）でジョナサン・アダムズが、BBCシェイクスピア版『ジョン王の生と死』（1984年）でジョン・ソウがヒューバートを演じた。ヒューバートの娘の結婚の物語は、イーディス・パージターの小説『メゴッタの結婚』（1979年）で語られている。